# 田中食品
田中食品株式会社（たなかしょくひん）は、広島県広島市西区に本社を置く、ふりかけを専業とする食品メーカーである。1901年創業。

## 会社概要
1901年に味噌・漬物・海苔佃煮を製造する企業として発足。その後1916年に「旅行の友」を発売すると、ふりかけの製造に移行。「旅行の友」は同社を代表する商品の一つとなる。
「旅行の友」は発売から今日まで長年に渡り、販売続けるロングセラー製品として、各地のスーパーマーケットや食料品店で取り扱われていると共に、この他にも「鰹みりん焼き」や「のり・たまごふりかけ」などの製品も現在まで息の長いロングセラーとなっている。
この他1975年には、他社に先駆けて一食用ふりかけ（ミニパックふりかけ）を開発した。なかでもハローキティなどのキャラクターふりかけは「旅行の友」と並ぶ看板商品のひとつに挙げられる。1995年に広島県佐伯郡佐伯町（現在の廿日市市）に広島工場を開設。将来の拡張計画がある。

## 事業所
- 本社

広島市西区東観音町
- 工場

東広島（広島県東広島市），広島（広島県廿日市市）
- 営業所

東京，名古屋，大阪，広島，福岡
- 駐在所

札幌，仙台，金沢，静岡，岡山，高松，松山，佐賀，大分，熊本，宮崎

## 主な製品
- 旅行の友
- 磯一番
- のり・たまごふりかけ
- 鰹みりん焼ふりかけ
- からしめんたいふりかけ
- ごはんにかけて（ソフトふりかけ。赤しそ味）
- サンリオキャラクターふりかけ
  - ハローキティ
  - マイメロディ
  - シナモロール
  - ぐでたま
  - KIRIMIちゃん.
- いないいないばあっ!ふりかけ
- カープふりかけ
- わかめごはん
- ワカメスープ
- カットワカメ

## 「ふりかけの元祖」への異議申し立て
1994年に、全国ふりかけ協会はふりかけ食品の元祖として、フタバの「御飯の友」を認定したが、田中食品はこの認定に対する異議を長くとなえ続け、2022年の総会で田中食品の主張が認められて、1994年認定の取り消しと再調査（ただし「御飯の友」の歴史自体は否定せず）が実施されることになった。